# NGC 1532
NGC 1532 è una vasta galassia a spirale barrata situata nella costellazione dell'Eridano.
Si individua poco più di 1 grado a nord-ovest della stella Upsilon 4 Eridani; è visibile con un piccolo telescopio come una chiazza allungata in senso NE-SW. Un telescopio da 200mm di apertura permette di individuare la struttura dei bracci, mostrando che la galassia è vista quasi di taglio; il nucleo è piccolo e il disco appare deformato in direzione ovest. A questa galassia se ne sovrappone un'altra, ellittica, per effetto prospettico: si tratta di NGC 1531. NGC 1532 dista dalla Via Lattea 62 milioni di anni-luce.

## Descrizione
NGC 1532 si trova in interazione gravitazionale con la piccola galassia lenticolare NGC 1531.
NGC 1532 è stata utilizzata da Gérard de Vaucouleurs come esempio di galassia del tipo morfologico "SB(s)b pec sp" nel suo atlante delle galassie.

## Supernova
Il 2 marzo 1981, all'interno di NGC 1532 è stata scoperta la supernova SN 1981A dall'astronomo amatoriale australiano Robert Evans. Non è stato possibile stabilire a quale tipologia appartenesse la supenova.

## Gruppo di NGC 1532
NGC 1532 è la galassia più vasta e più luminosa di un gruppo di galassie che porta il suo nome. Il Gruppo di NGC 1532 comprende almeno 9 altre galassie secondo lo studio di A.M. Garcia : IC 2040, IC 2041, NGC 1531, NGC 1537, ESO 2359-29, ESO 359-31, ESO 420-5, ESO 420-6 e ESO 420-9.
Anche il sito « Un Atlas de l'Univers » di Richard Powell menziona l'esistenza di questo gruppo, ma vi include solo 4 galassie, cioè le tre del catalogo NGC e ESO 420-9.
Anche se si trova nella stessa regione di cielo, la galassia ESO 420-5 inclusa nella liste di Garcia non fa certamente parte del Gruppo di NGC 1532, perché la sua distanza è di 365 milioni di anni luce, che la situa ben al di là degli altri membri del gruppo.